# Nextcloud
Nextcloud - це набір клієнт-серверного програмного забезпечення для створення та використання служб файлообміну. Nextcloud є вільним та відкритим ПЗ, що означає, що кожному дозволено встановлювати та експлуатувати його на своїх приватних серверах.
Завдяки інтегрованому OnlyOffice, Nextcloud функціонально схожа на Dropbox, Office 365 або Google Drive, але може використовуватися на локальних комп’ютерах або для розміщення файлів, що зберігаються за межами приміщення.
Оригінальний розробник ownCloud Френк Карлічек розгалужив ownCloud і створив Nextcloud, який продовжує активно розроблятися Карлічеком та іншими членами оригінальної команди ownCloud.

## Особливості
Файли Nextcloud зберігаються у звичайних структурах каталогів, доступних через WebDAV, якщо необхідно. Користувацькі файли шифруються під час транзиту та, за бажанням, у стані спокою. Nextcloud може синхронізуватися з локальними клієнтами під управлінням Windows (Windows XP, Vista, 7, 8 та 10), macOS (10.6 або пізнішої версії) або різними дистрибутивами Linux.
Nextcloud дозволяє адміністрування користувачів та груп (через OpenID або LDAP ). Вмістом можна ділитися, встановлюючи детальні дозволи на читання/запис для користувачів та груп. Крім того, користувачі Nextcloud можуть створювати загальнодоступні URL-адреси під час обміну файлами. Також доступна логування дій, пов’язаних з файлами, а також заборона доступу на основі правил доступу до файлів.
Оскільки програмне забезпечення модульне, його можна розширити за допомогою плагінів для реалізації додаткових функціональних можливостей. Розробники можуть запропонувати свої розширення іншим користувачам для встановлення через платформу, керовану виробником. Ця платформа спілкується з екземплярами Nextcloud за допомогою відкритого протоколу . App Store містить понад 200 розширень. За допомогою цих розширень можна додати багато функціональних можливостей, включаючи:
- календарі (CalDAV)
- контакти (CardDAV)
- потокові медіа (Ampache)
- текстовий редактор на основі браузера
- послуги створення закладок
- скорочення URL-адрес
- галерея
- читач RSS- каналів
- інструменти перегляду документів прямо із Nextcloud
- підключення до Dropbox, Google Drive та Amazon S3
- вебаналітика (Використання Matomo (програмне забезпечення))
- інтеграція систем управління вмістом, наприклад Pico CMS
- переглядач прогнозу погоди
- переглядач DICOM
- переглядач карт
- управління кулінарними рецептами

17 січня 2020 року версія 18 була представлена у Берліні під назвою Nextcloud Hub. Вперше тут було безпосередньо інтегровано офісний пакет (OnlyOffice), і Nextcloud оголосив своєю ціллю пряму конкуренцію з Microsoft Office 365 та Google Docs. Крім того, на цю дату було оголошено про партнерство з Ionos. Функціональність офісного ПЗ обмежена серверами на базі x86/x64, оскільки OnlyOffice не підтримує процесори ARM. На відміну від закритих сервісів, відкрита архітектура дозволяє користувачам мати повний контроль над своїми даними.

## Архітектура
Для того, щоб настільні машини могли синхронізувати файли зі своїм сервером Nextcloud, настільні клієнти доступні для ПК під управлінням Windows, macOS, FreeBSD або Linux . Мобільні клієнти існують для пристроїв на iOS та Android . До файлів та інших даних (наприклад, календарів, контактів чи закладок) також можна отримати доступ, керувати та завантажувати за допомогою веббраузера без будь-якого додаткового програмного забезпечення. Будь-які оновлення файлової системи надсилаються на всі комп’ютери та мобільні пристрої, підключені до облікового запису користувача.
Сервер Nextcloud написаний скриптовими мовами PHP та JavaScript. Для віддаленого доступу він використовує sabre/dav, сервер WebDAV з відкритим кодом. Nextcloud може працювати з декількома системами управління базами даних, включаючи SQLite, MariaDB, MySQL, Oracle Database та PostgreSQL.
Починаючи з Nextcloud 12 була розроблена нова архітектура з назвою Global Scale, метою якої було масштабування до сотень мільйонів користувачів. Вона розділяє користувачів на окремі вузли та вводить компоненти для управління взаємодією між ними.

## Історія відгалуження від ownCloud
У квітні 2016 року Карлічек та більшість основних авторів залишили ownCloud Inc. Сюди входили деякі співробітники ownCloud, як повідомляли джерела поблизу спільноти ownCloud.
Форку передувала публікація в блозі Карлічека, яка задавала питання типу "Хто є власником спільноти? Хто є власником ownCloud? І що важливіше, короткострокові гроші чи довгострокова відповідальність та зростання?" Офіційних заяв про причину форку не надходило. Однак Карличек кілька разів згадував про форк під час виступу на конференції FOSDEM 2018 року, наголошуючи на культурних відмінностях між розробниками ПЗ з відкритим кодом та людьми, орієнтованими на бізнес, які не звикли до спільноти з відкритим кодом.
2 червня, протягом 12 годин після оголошення форку, американська організація "ownCloud Inc." оголосила, що вона негайно припиняє свою діяльність, заявивши, що "[...] основні позикодавці в США скасували наш кредит. Відповідно до американського закону, ми змушені негайно закрити ownCloud, Inc. та розірвати контракти з 8-ма працівниками". OwnCloud Inc. звинуватив Карлічека в переманюванні розробників, тоді як розробники Nextcloud, такі як Артур Шивон, заявили, що він "вирішив звільнитись, тому що не все у компанії ownCloud Inc. еволюціонувало, як він собі уявляв". ownCloud GmbH продовжила діяльність, забезпечена фінансуванням від нових інвесторів і взяла на себе бізнес ownCloud Inc.

## Відмінності від ownCloud
Незважаючи на те, що Nextcloud спочатку був форком проекту ownCloud, зараз є багато відмінностей. Наприклад, ownCloud пропонує редакцію спільноти з відкритим кодом, але також пропонує пропрієтарну версію Enterprise Edition з додатковими функціями та платними підписками. Натомість Nextcloud використовує однакову базу загальнодоступного коду як для безкоштовних, так і для платних користувачів.

## Зовнішні посилання
Вікісховище має мультимедійні дані за темою: Nextcloud
- Офіційний сайт